# Lernende Organisation
Eine lernende Organisation (LO) bezeichnet eine anpassungsfähige, auf äußere und innere Reize reagierende Organisation. Der Begriff wird in der Organisationsentwicklung (OE) verwendet.

## Begriffsklärungen
Reinhardt und Schweiker unterscheiden zwischen lernfähigen und lernenden Organisationen. Diese Unterscheidung resultiert daraus, dass Lernfähigkeit nicht zwangsläufig Innovationen als Resultat hat. Denkbar ist auch das Lernen von bspw. Abschottung, Rückzug, Resignation oder Widerstand (Wagner & Saar). Der Grad der Lernfähigkeit einer Organisation wird als Organisationsintelligenz bezeichnet.
Eine lernende Organisation ist idealerweise ein System, das sich ständig in Bewegung befindet. Ereignisse werden als Anregung aufgefasst und für Entwicklungsprozesse genutzt, um die Wissensbasis und Handlungsspielräume an die neuen Erfordernisse anzupassen. Dem liegt eine offene und von Individualität geprägte Organisation zugrunde, die ein innovatives Lösen von Problemen erlaubt und unterstützt. Mechanismen, die derartige Lernprozesse unterstützen, sind (vgl. Frieling):
- klare Visionen, gemeinsame Zielsetzungsprozesse, Orientierung am Nutzen der Kunden
- Kooperations- und Konfliktlösungsfähigkeit, wechselseitiges Vertrauen und Teamgeist
- Prozessorientierung und Selbstregulation in Gruppen
- demokratischer und partizipativer Führungsstil, Unterstützung neuer Ideen (v. a. durch die Führung), Ideenmanagement, Integration von Personal- und Organisationsentwicklung
- Belohnung von Engagement und Fehlertoleranz bei riskanten Vorhaben
- Fähigkeit zur (Selbst-)Beobachtung und Prognose (gut funktionierende Informations- und Kommunikationssysteme – rascher und genauer Überblick über die Wirkung der wichtigsten Prozesse)

## Lernende Organisation nach Senge

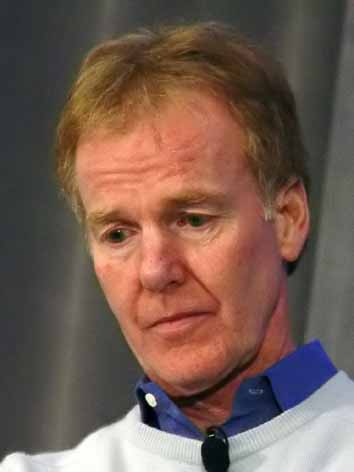
Peter M. Senge

Peter M. Senge war Direktor des Center for Organizational Learning an der MIT Sloan School of Management und Leiter der Society for Organizational Learning, SoL. Er wurde um 1990 mit seinem Buch The Fifth Discipline bekannt, in welchem er den Begriff der lernenden Organisation prägte.
Senge vertritt den Standpunkt, dass fünf Fertigkeiten (Disziplinen) beherrscht sein müssen, um lernende Organisationen zu entwickeln:

### Personal Mastery– individuelles Wachstum
Personal Mastery bezeichnet die Disziplin der Selbstführung und Persönlichkeitsentwicklung. Prägend ist kontinuierliches Streben nach der Erweiterung, Entwicklung, aber auch wiederkehrende Reflexion der eigenen individuellen Fähigkeiten, welche wiederum einen Einfluss auf das Wirken des Individuums in der Organisation haben können. Für Senge steht dabei der Mensch im Vordergrund, während die Leistungssteigerung für die Organisation ein positiver Nebeneffekt ist. Personal Mastery muss dabei als lebenslanger Prozess verstanden werden.
Elemente von Personal Mastery sind
- persönliche Vision
- Halten von kreativer Spannung
- Mitgefühl
- Verpflichtung zur Wahrheit
- Nutzen des Unterbewusstseins
- Engagement für das größere Ganze
- Offenheit für die Möglichkeiten
- Integration von Intuition und Vernunft
- Verbundenheit mit der Welt erkennen[4]

Wichtig bei der Disziplin der Personal Mastery ist, dass jeder selbstbestimmt und aus eigenem Willen heraus die Elemente verinnerlicht und umsetzt. Die Umsetzung der Personal Mastery in der Organisation wird bestimmt durch den kulturellen Hintergrund, der in ihr verankert ist.

### Mental Models– mentale Modelle
Mentale Modelle beziehen sich auf kritische Reflexionen, die unbewusst, unhinterfragt und oftmals stillschweigend vorausgesetzte Grundannahmen beinhalten. Individuelles Handeln wird aktiv durch die intendierten mentalen Modelle gesteuert. Die Funktion der mentalen Modelle ist es, die innere Vorstellung vom Wesen der Dinge an die Oberfläche zu bringen. Gleichzeitig bilden mentale Modelle eine unbewusste bzw. versteckte Lebensphilosophie. Im Bezug auf die lernende Organisation werden mentale Modelle vorwiegend dazu verwendet, um eine stetige Reflexion für Lernprozesse herbeizuführen. In der Praxis soll bei der Arbeit mit mentalen Modellen versucht werden, die Grundkrankheiten einer Hierarchie zu überwinden.
Eine zentrale Kompetenz von Fach- und Führungskräften stellt die Fähigkeit dar, das eigene Denken während des Handelns fortlaufend zu reflektieren. Dabei müssen Prinzipien ermittelt werden, wie bspw. Offenheit und Leistung, welche von den Mitarbeitern angenommen werden müssen. Diese sollen dazu dienen, Entscheidungsprozesse zu verändern, damit Mitarbeiter ihre Betrachtungsweisen diskutieren und produktiv besprechen können.
Eine wesentliche Grundlage des Lernens basiert auf dem Verständnis der eigenen mentalen Modelle. Daraus entsteht die Erkenntnis, dass die Welt durch die eigenen mentalen Modelle wahrgenommen wird, immer unvollständig und unsystematisch ist. Institutionalisiert werden sie in Organisationen durch Infrastrukturen, die die Planung und somit den Lernprozess der Managementarbeit begünstigen sollen. Der Kern der Disziplin der mentalen Modelle: das Erkennen der Unterschiede und Abstraktionssprünge, das Offenlegen der linken Spalte und das Gleichgewicht von Erkunden und den eigenen Standpunkt vertreten. Die wichtigsten mentalen Modelle werden von den Entscheidungsträgern geteilt um die Entwicklung einer Organisation zu ermöglichen.

### Shared Visioning– gemeinsame Vision
Die gemeinsame Vision bündelt sich in einem Bild, das es vermag, viele Personen intrinsisch zu motivieren und ein gemeinsames Ziel klar vor Augen zu führen. Durch die verschiedenen persönlichen Visionen können Synergieeffekte auftreten, die am Ende zu einem Gesamtbild führen, das von allen Mitgliedern einer Organisation voll und ganz getragen wird. Die Vision hüllt eine Organisation ein, sie „[...] ist gleichzeitig das Ruder, das den Lernprozess auf dem richtigen Kurs hält, wenn Belastungen auftreten.“ ( S. 229).
Nach Senge fördert eine gemeinsame Vision: Kreativität, Experimentierfreudigkeit, Mut. Sie zwingt zu neuen Handlungs- und Denkweisen, ist sinnstiftend und kann nicht eingeimpft, sondern muss vorgelebt werden.
Eine gemeinsame Vision entsteht aus mehreren persönlichen Visionen. Der genaue Ursprung innerhalb der Organisation ist dabei irrelevant und muss nicht Top-Down erfolgen. „Die Kunst einer visionären Führung besteht darin, persönliche Visionen zu gemeinsamen Visionen zu machen.“ ( S. 232).
Die Personal Mastery wird im Bereich der gemeinsamen Vision durch kollektive Ambitionen und Engagement erweitert. Eine gemeinsame Vision kann kreative Spannung (siehe Personal Mastery) erzeugen, aus der wiederum kreativer und innovativer Umgang mit Problemen erfolgen kann.
Personen nehmen bezüglich einer gemeinsamen Vision verschiedene Haltungen ein. Apathie und Nichteinwilligung einerseits sowie Einwilligung, Teilnahme und Engagement einer Person andererseits dürfen nicht miteinander verwechselt werden. Während Einwilligung nur die Befolgung von Arbeitsanweisungen bedeutet („[Der Mitarbeitende] tut was erwartet wird“ ( S. 239)), eine Teilnehmerschaft die Vision unterstützt und Teil ihrer ist, ist Engagement das Verfolgen der Vision mit der Schaffung aller notwendigen Strukturen zur Verwirklichung („Wer engagiert ist, tut mehr, als sich nur an die 'Spielregeln' zu halten. Er ist verantwortlich für das Spiel.“ ( S. 241)).

### Team Learning– Lernen im Team
Beim Team Learning kann das Phänomen des sog. „Ausrichtens“ beobachtet werden. Darunter versteht man den Zusammenschluss von Individuen zu einer Gruppe oder Organisation. Die Funktion als Einheit wird im Wesentlichen durch die Ausrichtung der unterschiedlichen Kräfte innerhalb der Gruppe bestimmt. Treten die Kräfte synergetisch auf, kann die Leistungsbereitschaft der Gruppe größer sein als die Summe der einzelnen Teile. Das Team verfolgt auf diese Weise einen gemeinsamen Zweck und eine gemeinsame Vision.
Geeignete Methoden sind beispielsweise Dialog nach David Bohm oder interaktives Mind Mapping nach Tony Buzan. Der Dialog sollte dabei Respekt, Akzeptanz und Offenheit beinhalten, um eine gemeinsame Vision anzustreben. Ein Moderator erleichtert und fördert diesen Prozess.

### Systems Thinking– Denken in Systemen

Reparaturen, die unabsichtlich versagen

Durch eine ganzheitliche Betrachtung des Systems, also das Denken in Systemen werden die Wirkmechanismen und das zu erwartende Verhalten in einer symbolischen, formalen Sprache beschrieben. Dadurch können typische Verhaltensmuster (Systemarchetypen) erkannt, besprechbar und bearbeitet werden. Mit den Methoden der System Dynamics können die Systeme dann simuliert und mögliches Verhalten vorhergesagt werden. Einfache Beispiele sind fixes that fail (Scheiternde Zielsetzungen), shifting the burden (Problemverschiebungen) oder accidental adversaries (ungewollte Gegnerschaft). In diese Disziplin fließt die Systemtheorie, im Speziellen Soziologische Systemtheorie und Kybernetik ein.
Senge benennt in seinem Grundlagenwerk die 11 „Gesetze der fünften Disziplin“ anhand von 11 eher metaphorischen Formeln, wie z. B. „Je mehr man sich anstrengt, desto schlimmer wird es“, „Der bequemste Ausweg erweist sich zumeist als Drehtür“, „Schneller ist langsamer“ oder „Sie können den Kuchen essen und behalten - nur nicht gleichzeitig“. Ferner zieht er Kausalitätskreise und Feedbackmechanismen als Erläuterung der systemischen Mechanismen heran und benennt zwei Archetypen als Grundstrukturen der Natur, die Mechanismen in (lernenden) Organisationen beschreiben: Archetyp 1: Die Grenzen des Wachstums und Archetypus 2: Die Problemverschiebung.
Es bedarf aller 5 Disziplinen, um eine lernende Organisation zu entwickeln. Die Disziplinen unterstützten sich wechselseitig, und in einem Entwicklungsprozess werden die Fähigkeiten der Organisation schrittweise angehoben.

## Organisationsgedächtnis
Die Bezeichnung „lernende Organisation“ ist insofern irreführend, dass nicht die Organisation, sondern die arbeitenden Menschen innerhalb der Organisation lernen. Walsh und Ungson erklären auf der Grundlage dieser Erkenntnis, dass es in Organisationen sechs Informationsquellen gibt, die die zum Lernen notwendige Information liefern können. Diese sechs Quellen nennen sie summarisch das Organisationsgedächtnis (engl. organizational memory):
1. die Kultur der Organisation
2. Produktionsprozess: 
Der Produktionsprozess enthält Informationen, die zum Lernen verwendet werden können. Der in der Qualitätsbewegung typische Deming-Zyklus ist hierfür ein Beispiel.
3. Strukturen: 
Die Einheiten einer Organisation stecken voller Fachwissen; so kann durch Befragung beispielsweise einer Gruppe des Technischen Hilfswerks dieses Wissen für andere Gruppen verfügbar gemacht werden.
4. physischer Aufbau: 
Der physische Aufbau, also wo welche Einheit der Organisation sich relativ zu anderen physisch befindet, gibt Information über die Beziehungen der Einheiten und deren wechselseitige Abhängigkeiten.
5. externe Archive: 
Informationsquellen außerhalb der Organisation, Internet, Bibliotheken, offizielle Archive usw.
6. Individuen: 
Menschen in der Organisation verfügen über ihre eigenen mentalen Modelle. Diese können mitgeteilt oder durch Beobachtung ermittelt werden.